# 속성
속성(屬性)은 다음을 의미한다.
1. 사물(事物)의 성질, 특징.
2. 실체(實體)의 본질적인 성질. 그것이 없다면 실체를 생각할 수 없는 것.

본질적 속성이란 어떤 사물 또는 개념에 없어서는 안 될 징표(徵表)의 전부이다. 이 징표란 사물이 어떠한 것인가를 나타내고, 그것을 다른 것과 구별하는 성질을 말한다. 데카르트는 물체와 정신이라는 두 실체의 속성을 연장(延長)과 의식이라 했다.